# Фон Бах (рекреаційний курорт)
Рекреаційний курорт Фон Бах (англ. Von Bach Recreation Resort, нім. Das Von-Bach-Erholungsgebiet розташований в 3,5 км на південь від Okahandja і в 70 км від Віндхука. Створено 1972 p.
Гребля фон Бах і сам парк займає площу приблизно 43 км2. Це місце дуже популярне серед любителів прогулянок на природі та походів. Окрім цього, курорт має особливий успіх у рибалок. Тут зустрічаються коропи, вусані, синій курпер і багато іншої риби.
Для любителів активного відпочинку тут є усі умови для водних видів спорту — віндсерфінгу, водних лиж, вітрильного спорту і веслування на каное.
На території є ресторан і облаштовані затишні місця для пікніків.

## Ресурси Інтернету
- Offizielle Informationen zum Park (englisch; PDF; 138 kB)